# Metin Kazak
Metin Kazak este un om politic bulgar, membru al Parlamentului European în perioada 2007-2009 din partea Bulgariei.
1. ↑  Deputații în Parlamentul European